# ЗАЗ-11024
ЗАЗ-110240 «Таврія» — вантажопасажирська модифікація базового автомобіля ЗАЗ-1102. Її дрібносерійне випробництво було почато в 1991 році під ім'ям ЗАЗ-11024 і тривало до 1997 року на базі ЗАЗ-110206. Для збільшення корисного об'єму багажника було знайдено цікаве рішення - замість задніх дверей встановили кришку з кофігурацією, що збільшує об'єм багажника. Споряджена маса автомобіля зросла на 33 кг в порівнянні з базовим хетчбеком. Пасажирський складаний задній диван був збережений. 
Другий раз дана модель була поставлена на конвеєр в 1999 році і виготовлялася на базі "Таврії-Нова". Ці моделі комплектувалися двигуном МеМЗ-245 з робочим об'ємом 1,1 л, а з 2000 року в серію пішла модифікація ЗАЗ-110247, оснащена двигуном МеМЗ-2457 робочий об'ємом 1,2 л.
Крім того, випускалася експортна модифікація ЗАЗ-110246 з розташованими праворуч органами рульового управління (для країн з лівостороннім рухом). Також слід відзначити створення приблизно в 1993 році санітарної модифікації, яка, проте, в серію не пішла.

## Двигуни
| Індекс | Модель двигуна | Об'єм    | Клапани/ГРМ | Система живлення | Потужність при об/хв    | Крутний момент при об/хв | Роки випуску |
| ------ | -------------- | -------- | ----------- | ---------------- | ----------------------- | ------------------------ | ------------ |
| 1,1    | МеМЗ-245       | 1091 см³ | 8/SOHC      | карбюратор       | 51 к.с. (37,5 кВт)/5400 | 78,5 Нм/3000-3500        | 1991-2007    |
| 1,2    | МеМЗ-2457      | 1197 см³ | 8/SOHC      | карбюратор       | 58 к.с. (42,6 кВт)/5400 | 90 Нм/3000-3500          | 2000-2007    |